# Joseba Zubeldia
Joseba Zubeldia Agirre es un exciclista español nacido el 19 de marzo de 1979 en la localidad de Usúrbil, en la provincia de Guipúzcoa (España).
Debutó como profesional el año 2002 con el Euskaltel-Euskadi, equipo desde 1998 de su hermano mayor, Haimar Zubeldia, y donde ya había corrido anteriormente un año como amateur. Corre como gregario de este mismo equipo. En la Euskal Bizikleta de 2004 quedó en el puesto 50 de la clasificación general. Desde 2005 su equipo participa en el UCI ProTour. Ha participado en grandes pruebas como el Giro de Italia.
Finalizó en el tercer puesto en la 4.ª etapa de la Estrella de Bessèges de 2004. y fue también tercero en la clasificación final.
Se retiró tras la temporada 2007 tras permanecer toda su carrera en el Euskaltel-Euskadi.

## Palmarés
No ha obtenido victorias como profesional.

## Resultados en Grandes Vueltas y Campeonato del Mundo
Durante su carrera deportiva ha conseguido los siguientes puestos en las Grandes Vueltas y en los Campeonatos del Mundo en carretera:
| Carrera         | 2002 | 2003 | 2004 | 2005 | 2006 | 2007 |
| --------------- | ---- | ---- | ---- | ---- | ---- | ---- |
| Giro de Italia  | -    | -    | -    | -    | -    | Ab.  |
| Tour de Francia | -    | -    | -    | -    | -    | -    |
| Vuelta a España | -    | -    | -    | -    | -    | -    |
| Mundial en Ruta | -    | -    | -    | -    | -    | -    |

-: no participa

Ab.: abandono

## Equipos
- Euskaltel-Euskadi (2002-2007)